# 地下放送
地下放送（ちかほうそう）とは、番組放送の送り手側の姿を隠した放送。公式に放送を表明することなくプロパガンダ宣伝放送を行い、放送の送り手側の主張が放送の受け手側では主流でないなどが特徴。

紛争地域などでは、亡命政府や叛乱政府、独立派や民主化グループ、政治結社などその国では社会的少数者の組織や集団からの放送であることも多く、現代ではインターネットを介して行い主張を展開する事例もある。

## 狭義の地下放送の例
- 日本語
  - 新国民放送局：太平洋戦争下にアメリカ・戦略情報局が、日本のレジスタンス組織を偽装して実施した対日本の宣伝放送。1945年4月23日に放送を開始し、終戦処理に伴い同年8月13日に終了。ボイス・オブ・アメリカサイパン中継局の中波送信施設を利用（100kW送信機を50kWで使用）。放送開始当初の周波数は870kHzであったが、妨害電波を避けるために変動した可能性もある（同じ送信施設を利用していたVOA（ボイス・オブ・アメリカ）の日本語放送の場合は、アメリカ軍が日本上空で散布した伝単（ビラ）に850〜1100kcの範囲で変動するかもしれないと記載されていた）。音声は、山口県萩市でも聴取できたという証言もある[1]。

戦後の米軍調査によるとサイパンからの放送を聞いたことがあったのは2%であった。報告書では「ある程度、わがラジオは日本の上層部に影響を与えたと思われるが、全体的には完全な失敗であった。しかし日本人が“インテリ”と呼ぶ人々を対象にしたものとすれば、それはかなり成功していた」と結論付けている。
- 韓国語・朝鮮語
  - 希望のこだま放送：韓国国家情報院（NIS）が朝鮮民主主義人民共和国統治地域に向けて放送。韓国放送公社（KBS）の関係者も情報部の関与を認めていた。
  - 救国の声放送：旧統一革命党の声放送。韓国の標準語を使用し、「ソウルからの放送」と名乗っていたが、実際は朝鮮労働党統一戦線部による放送で、送信所は黄海南道海州市にあったことが判明している。中波放送1053kHzは、1MW（1000kW）の大出力で、名古屋市内でも同一周波数で出力50kWの中部日本放送（CBC）に混信を起した。英語放送の時間も存在した。2003年7月停波。（同年8月、同様の送信施設を使用し朝鮮中央放送の送信を開始。）
  - 人民の声：「救国の声放送」に対抗。平壌からの送信、「朝鮮労働者同盟」なる反体制組織による運営を自称しているが、実際は韓国からの放送である。
  - その他、対北放送を参照。
- 中国語
  - 文革～中ソ対立終了にかけて台湾、ソ連、ベトナムからとみられる放送が多数発せられた[3]。
- 英語
  - 民主ビルマの声：ノルウェーのオスロより送信。運営者はビルマ連邦国民連合政府と考えられる。
- カンボジア語
  - 民主カンボジアの声：中国に亡命した旧ポル・ポト政権が行っていたといわれている。

## 宣伝放送
発信者が明示されているもの。
- 日本語
  - 自由日本放送：1230kHzと10180kHzと11896kHz[4]、出力50kWで運用。日本共産党所感派に属する北京機関が北京に設置。運営者は徳田球一、野坂参三、伊藤律などレッドパージを受けた幹部。1952年5月1日（メーデー）放送開始。1955年末、「役目を終えましたので放送を終了します」のアナウンスで停波。
  - オウム真理教放送：オウム真理教がロシア連邦のウラジオストクから放送。1995年3月23日に放送終了。
  - しおかぜ：日本の民間団体「特定失踪者問題調査会」が運営する対北放送の一つ。電波法令上は、放送局による放送ではなく、広報業務用特別業務の局による同報通信[注釈 1]である。KDDI八俣送信所の国際放送用送信機により実施されているが、コールサインは「JSR」が指定されている。
  - ふるさとの風：日本政府の拉致問題対策本部が運営する対北放送の一つ。台湾国際放送褒忠送信所から送信。
- 中国語
  - 中国之音（中国語版）：台湾の「中国21世紀財団」が大陸（中華人民共和国）に対抗して放送。
- 英語
  - ラジオ・トウキョウ:NHKワールド・ラジオ日本の前身。連合国に対して宣伝放送を実施した。東京ローズで知られる。
  - ラジオ・フリー・ヨーロッパ（自由ヨーロッパ放送）：アメリカ合衆国が実質的に運営する東側諸国向け放送。現在はヨーロッパの共産圏消滅に伴い、ラジオ・フリー・イラク（自由イラク放送）、ラジオ・ファルダ（明日放送）、ラジオ・フリー・アフガニスタン（自由アフガニスタン放送）となってコソボや中東向けの放送を行っている。
  - ラジオ・リバティ（解放放送）：同上。主としてロシア、チェチェン向け。
  - ラジオ・フリー・アジア（自由アジア放送）：アメリカ合衆国連邦政府が実質的に運営するアジア向け放送。　
  - ラジオ・マルティ、テレビ・マルティ：アメリカ合衆国連邦政府が実質的に運営するキューバ向け放送。
- ロシア語
  - 平和と進歩放送（英語版）：ソビエト社会主義共和国連邦が存在したころ、ソビエト共産党やソ連国政について全世界向けに行っていた宣伝番組で、ロシアの声（当時はモスクワ放送）の電波を使ってロシア語のほか、英語、中国語など数ヶ国語で放送がなされていた。